# Antarchaea curvata
Antarchaea curvata là một loài bướm đêm trong họ Noctuidae.